# Opacus

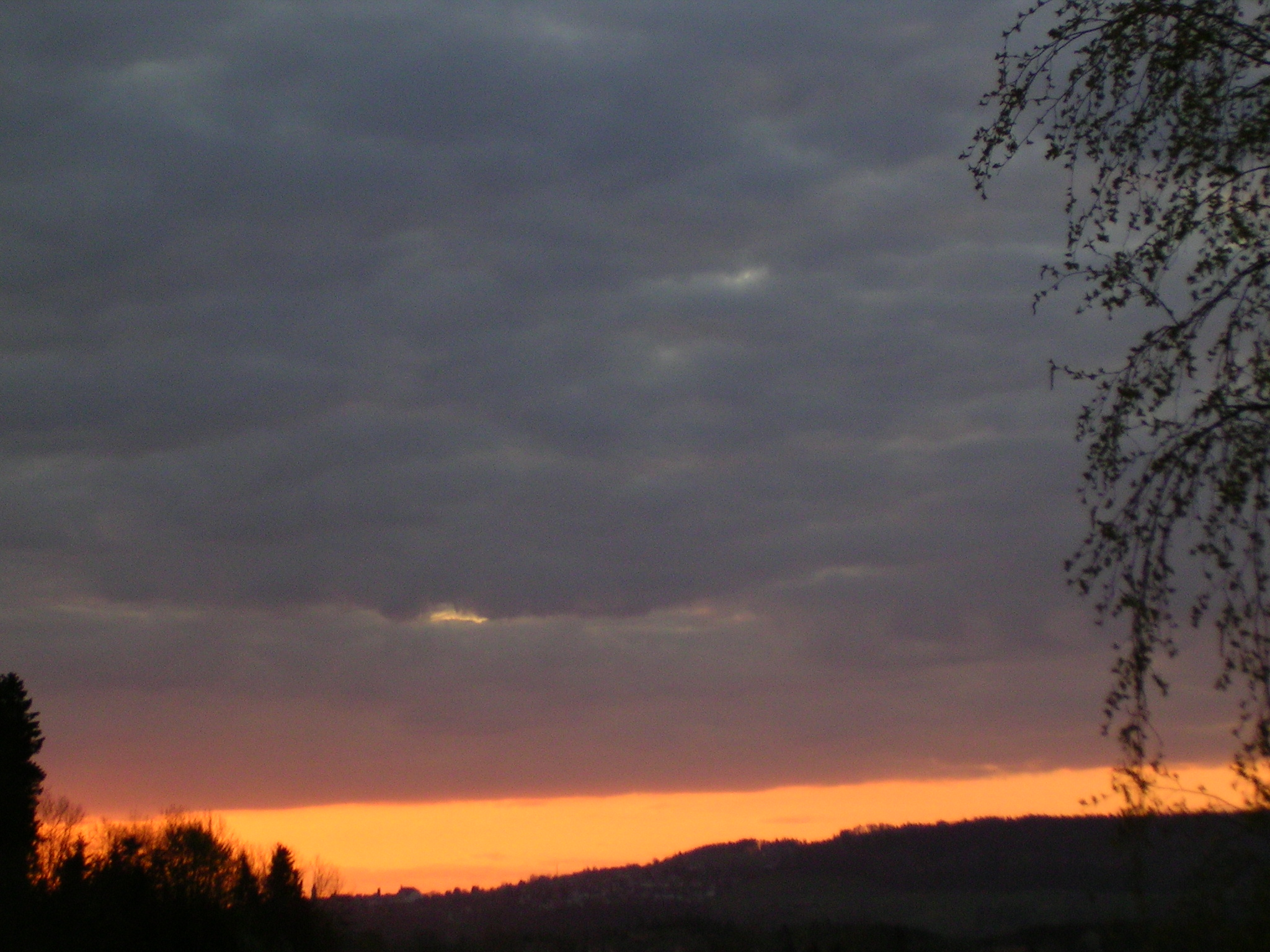
Stratocumulus stratiformis opacus, dichte Wolkenschicht

Opacus (op) (lat. „dunkel, schattenreich“) sind Wolken in ausgedehnten Flecken, Feldern oder Schichten, die größtenteils so lichtundurchlässig sind, dass Sonne oder Mond völlig verdeckt werden. Diese Unterart schließt sich mit Translucidus gegenseitig aus.
Die Bezeichnung wird bei Altocumulus, Altostratus, Stratocumulus und Stratus angewendet.